# Kostel Nejsvětější Trojice (Zdoňov)
Kostel Nejsvětější Trojice je římskokatolický orientovaný filiální, původně farní kostel ve Zdoňově, části města Teplice nad Metují v okrese Náchod v Královéhradeckém kraji. Kostel, který stojí na mírném návrší uprostřed obce, je chráněn jako kulturní památka České republiky. Někdy bývá zaměňován s bývalým poutním kostelem Panny Marie, zvaným Kopeček, jehož zříceniny se nacházejí na území obce.

## Historie
Původně gotický kostel je jako farní zmiňován roku 1384. K jeho renesanční přestavbě došlo v 16. století z podnětu tehdejších majitelů panství pánů Bohdaneckých z Hodkova, do jejichž panství patřil i Zdoňov. Adam Abraham Bohdanecký nechal v 17. století vybudovat v kostele hrobku pro členy svého rodu.  Renesanční přestavba je pravděpodobně dílem stavitele Carla Valmadiho.  
V roce 2016 byla ve Zdoňově umístěna pamětná deska, připomínající osobnost místního faráře Cölestina Baiera, zastřeleného na konci druhé světové války. Od roku 2020 se místní spolek Trinitas snaží pořádáním koncertů a dalšími aktivitami získat prostředky na záchranu kostela  a na opravu jeho střechy. 

## Popis

### Exteriér
Celý areál sestává z orientované jednolodní budovy kostela Nejsvětější Trojice, drobné stavby márnice a malé neogotické hrobky s kaplí situované v západní části hřbitova. Areál je obklopen  kamennou ohradní zdí, přístup do areálu umožňuje reprezentativní schodiště se vstupní branou.
Stavba kostela  je tvořena hlavní lodí, kněžištěm v pětibokém závěru, ke kterému je ze severu připojena sakristie s oratoří. Po stranách lodi jsou empory nesené půlkruhovými arkádami na sloupech. Strop kostela je řešen složitým klenebním systémem. Na severní straně lodi jsou prolomena  malá kulatá okna, protější strana má vysoká okna s půlkruhovým zakončením. V lodi se nachází trojramenný renesanční kůr. Věž o výšce 35 metrů je na západní straně kostela. Z původních čtyř zvonů byly tři za 1. světové války zrekvírovány, v roce 1924 byly pořízeny nové z broumovské zvonařské dílna Octaviána Wintera, rekvírované za 2. světové války. Zvenku zaujme renesanční lunetová římsa.

### Interiér
Výzdoba interiéru je barokní. Hlavní oltář zdobí obraz Nejsvětější Trojice od Františka Maischeidra z roku 1879. Kazatelna renesanční s figurální podporou řečniště (anděl) a reliéfy na parapetech nese erby rodu Bohdaneckých.

## Okolí
Vedle kostela se nachází fara a dvě sochy sv. Jana Nepomuckého. Pod kostelem torzo pomníku obětí 1. světové války, jižně u mostku přes potok pranýř. V obci roubené a zděné zemědělské usedlosti, často v lidově klasicistních formách broumovského statku.

## Bohoslužby
Bohoslužby se konají poslední neděli v měsíci od 15.00 a na slavnost Nejsvětější Trojice.

## Fotogalerie

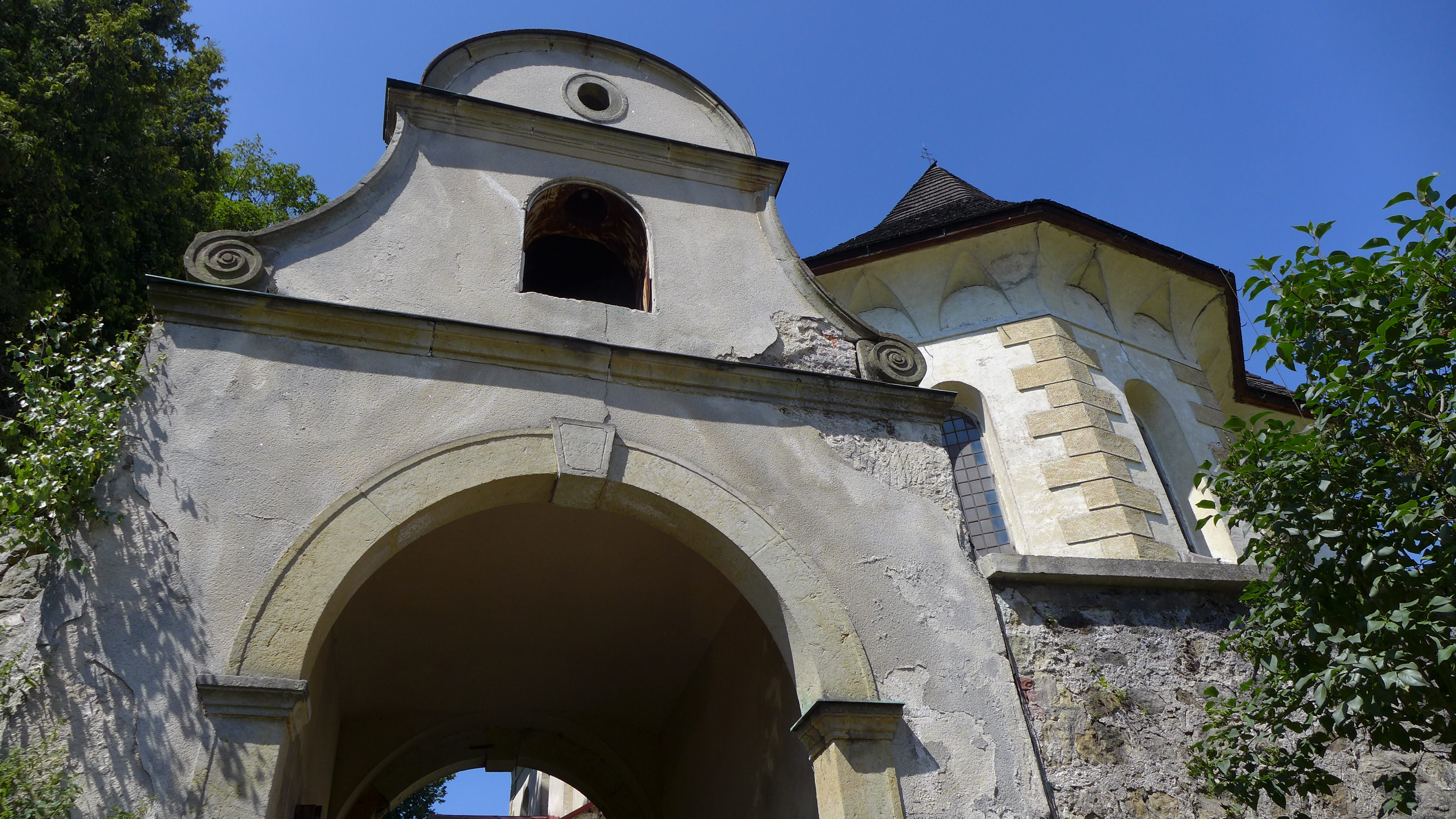
Vstup do areálu
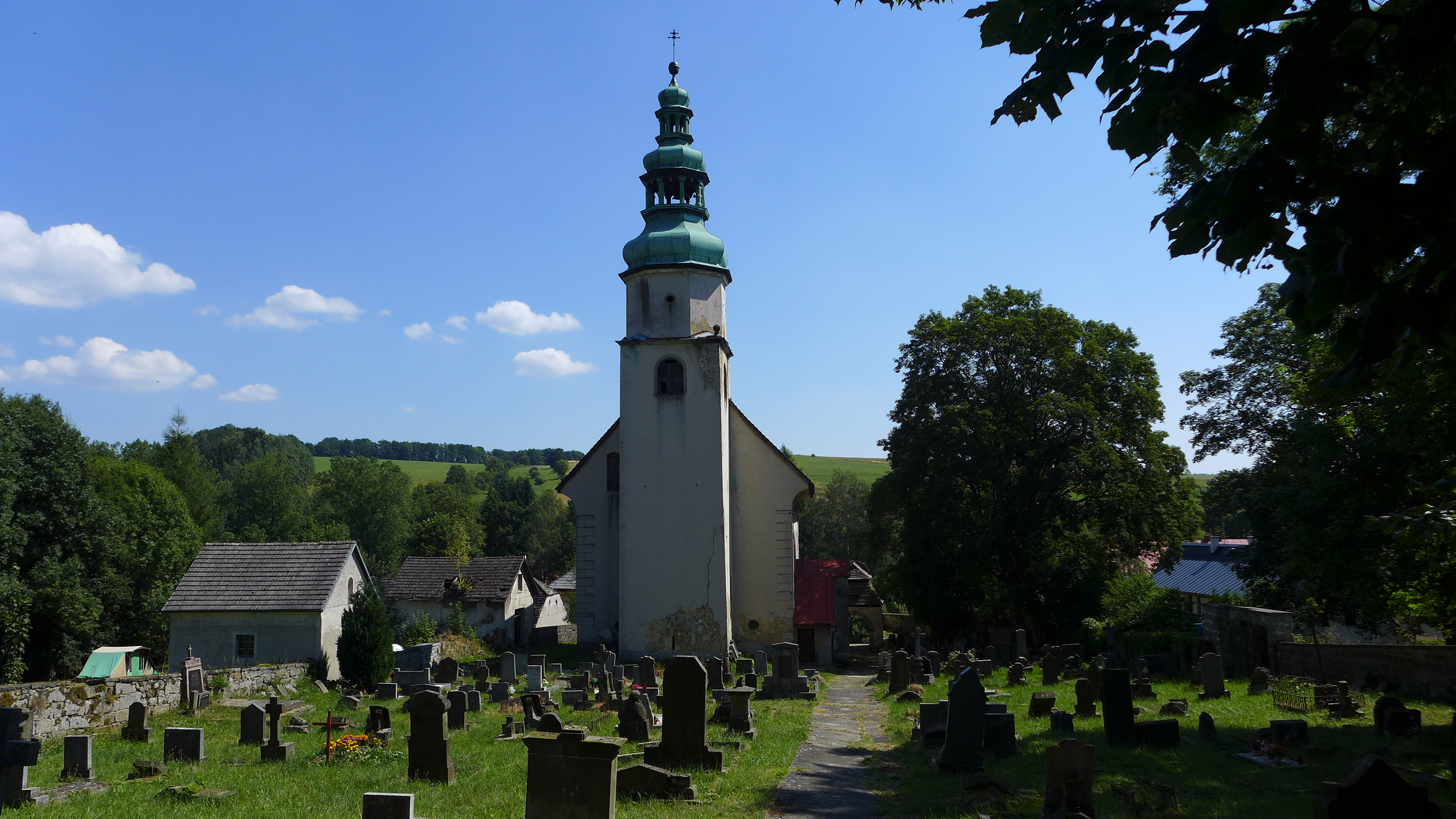
Celkový pohled
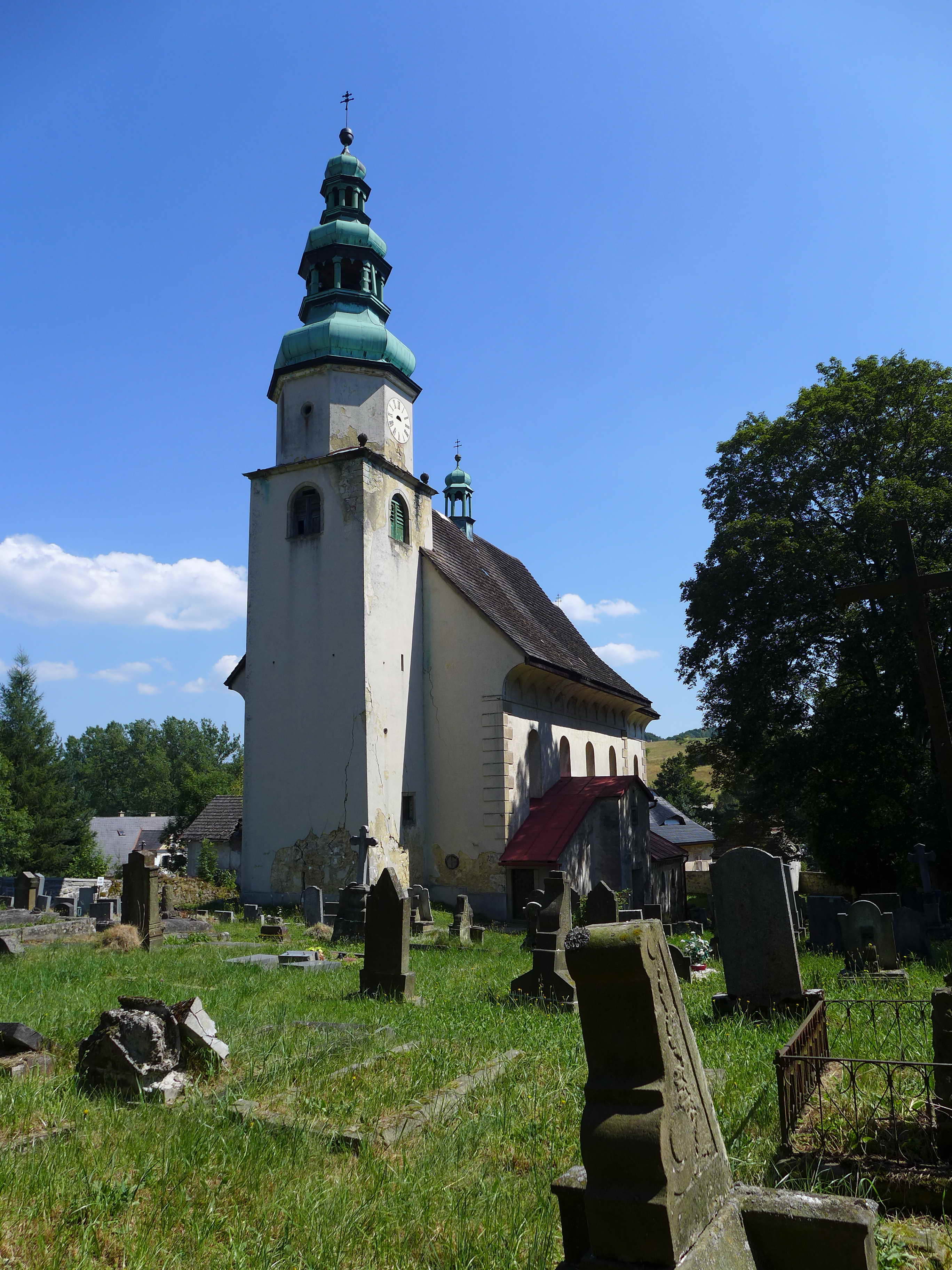
Kostel od západu
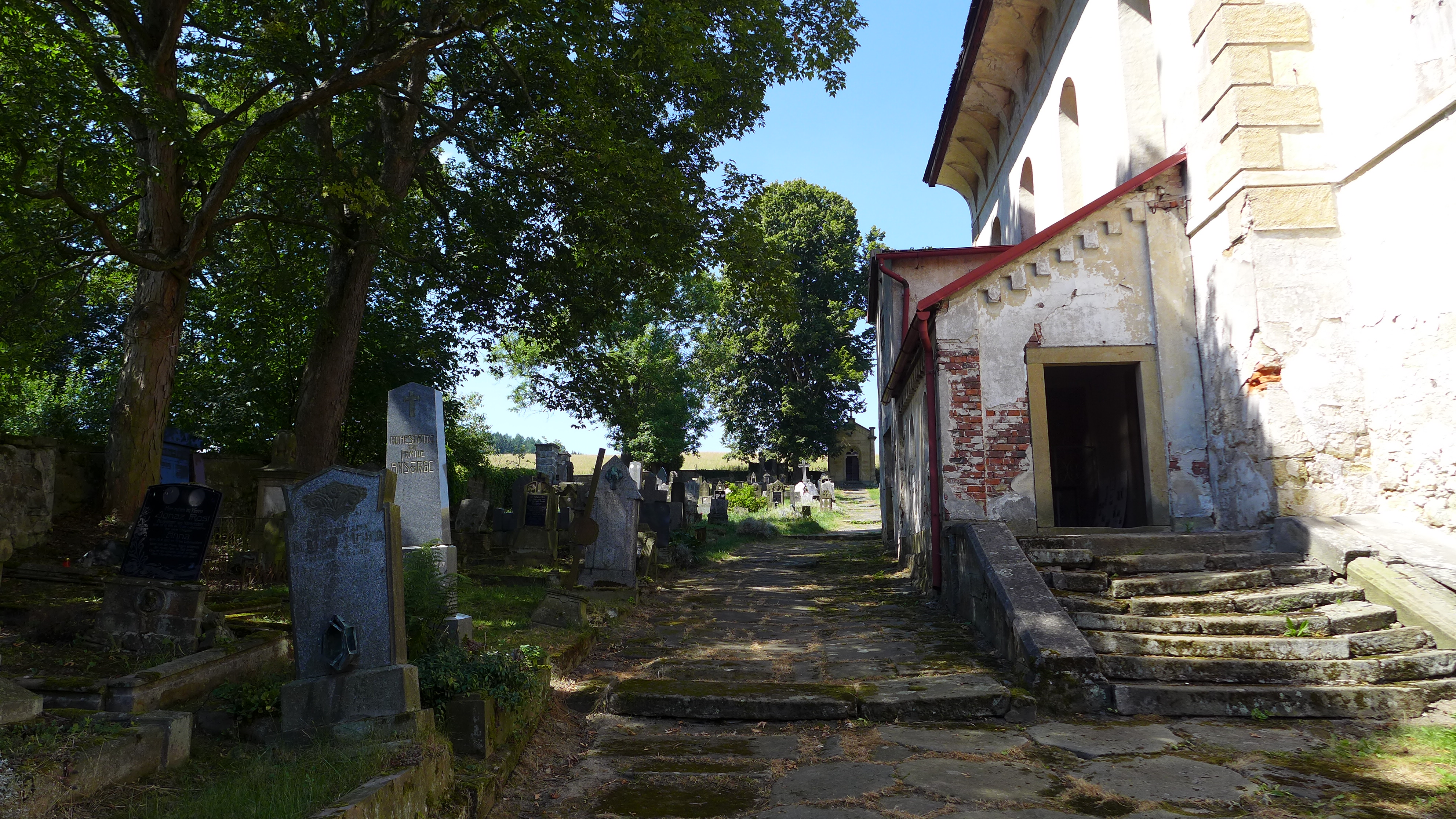
Hřbitov u kostela
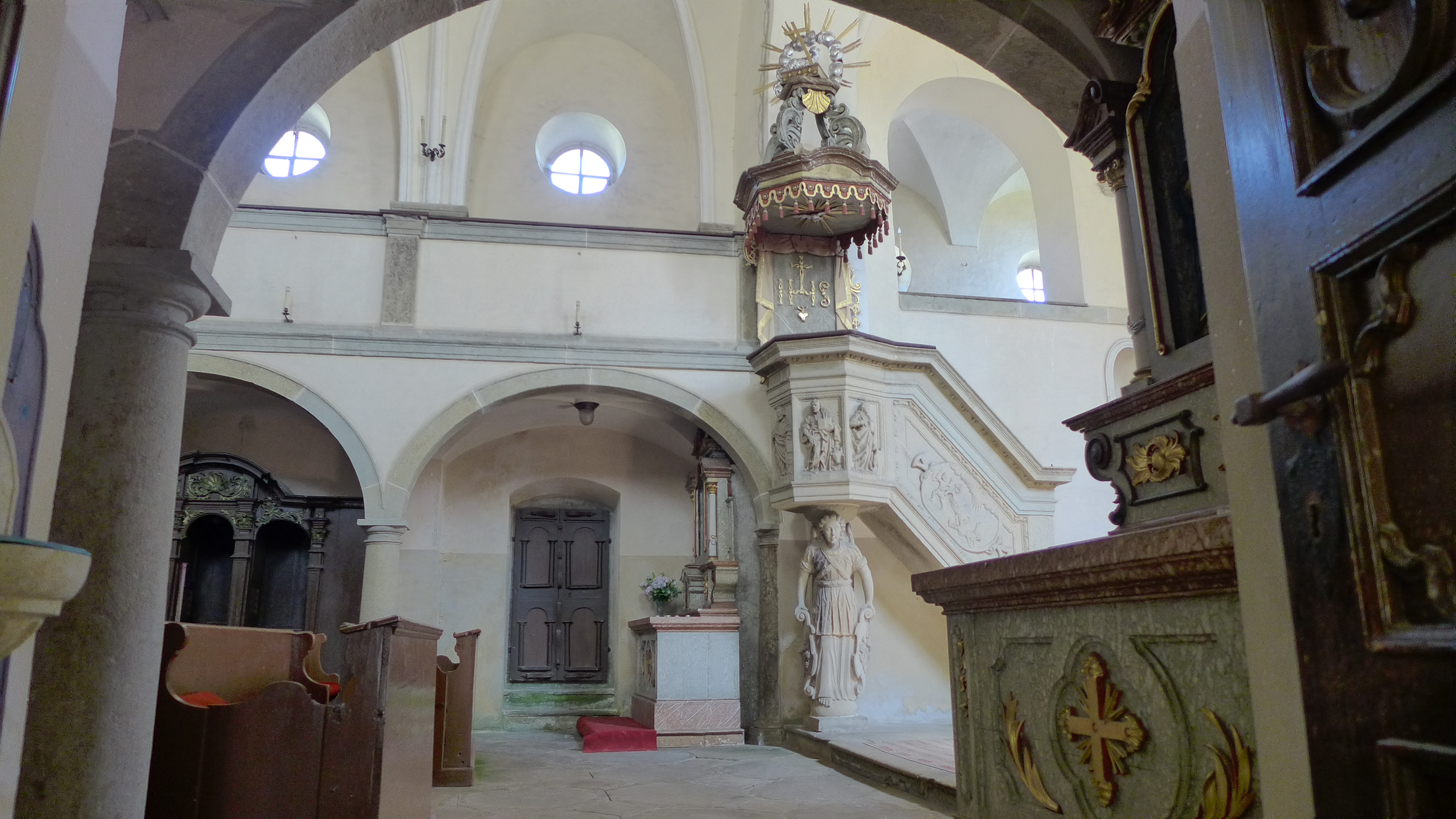
Interiér